# Historia de Chile desde la Prehistoria hasta 1891
Historia de Chile desde la Prehistoria hasta 1891, libro del historiador chileno Francisco Antonio Encina, publicada entre 1940 y 1952, es considerada la mayor empresa historiográfica realizada en Chile y Latinoamérica durante el siglo XX por una sola persona debido a la inmensidad de esta. Esta obra es representativa de las ideas nacionalistas de Encina, sobre todo respecto del período pelucón-conservador (1817-1861), en que «la ausencia del sentimiento de la nacionalidad había liberado odios, ambiciones personales y faccionalismos ideológicos y políticos sobrepuestos a los intereses y la existencia misma de la patria».

## Contenido
Esta obra fue publicada en 20 tomos por la editorial Nascimento, que comprende de la época prehispánica hasta el suicidio de José Manuel Balmaceda en 1891 que implicó el fin del régimen portaliano.
Su obra no solo narra hechos sino que le da un marco interpretativo muy fuerte, siguiendo el hilo conductor de los acontecimientos políticos y complementándolo con lo social, económico y cultural.
Siguió la estructura organizacional de la historia de Chile de Diego Barros Arana, pues muchos detalles son muy parecidos, incluso iguales, lo que da a los críticos para acusar a Encina de un plagio más menos disfrazado.
Encina por su parte no acepta la influencia de Barros Arana, y lo menosprecia a él y a su obra a lo largo del libro. Otro de sus puntos criticados es el excesivo racismo y sicologismo en el libro, resultando -dicen sus críticos- unas interpretaciones históricas muy distorsionadas para que se adapten a sus ideas, como lo es por ejemplo que los españoles llegados a Chile eran los que tenían la mayor cantidad de sangre goda.

## Recepción
La publicación de la obra despertó odios y amores, su admirador más ferviente fue el crítico literario chileno, Hernán Díaz Arrieta, y su mayor encarnado enemigo fue Ricardo Donoso, quien lo atacó fieramente en su libro Francisco A. Encina, Simulador. Para el Premio Nacional de Periodismo Tito Mundt: 

Los veinte tomos de su "Historia de Chile" pueden ser discutidos, analizados acremente, combatidos, polemizados. No importa. Lo que no se puede hacer con ellos es mirarlos en menos. Es un documento de una valentía excepcional. No acepta los viejos mitos. Se sienta en las estatuas llenas de coronas de papel. Revisa a los padres de la patria para ver si merecen el nombre de tales, y, finalmente, deja un verdadero campo de Agramante con falsos valores colgados de los árboles, o reventados en el pavimento, y fulminando a más de alguien que estaba perfectamente feliz en calidad de nombre de calle o de avenida y que nadie se atrevía a discutir.
Tito Mundt

Con todo, el estilo narrativo atractivo de Encina lo convirtió en un éxito de ventas imprimiendo la Editorial Nascimento más de 200 mil ejemplares, y reeditándose varias veces, siendo la más famosa la que realizó la revista Ercilla en 1984 regalando tomos del libro junto a la revista, por lo que se volvió común encontrarlo en los anaqueles de los hogares chilenos.
El éxito editorial y la habilidad narrativa de esta obra le valieron a Encina el Premio Nacional de Literatura en 1955. Un resumen de su historia, realizado por su secretario-discípulo, Leopoldo Castedo, también ha sido un éxito de ventas y es frecuentemente utilizado por los estudiantes chilenos.